# Hermann Jakob Knapp

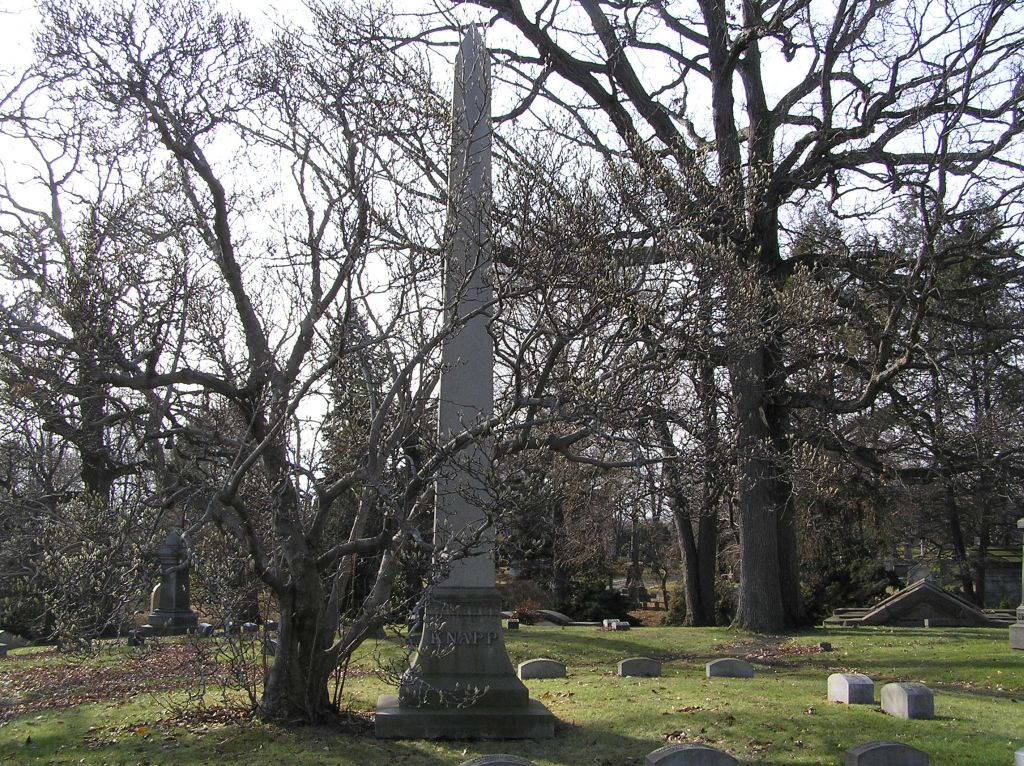
Hermann Jakob Knapps grav på Woodlawn Cemetery, Bronx.

Hermann Jakob Knapp, född 17 mars 1832 i Dauborn, död i maj 1911 i New York, var en tysk-amerikansk oftalmolog.
Knapp blev 1854 medicine doktor i Giessen, var därefter assistent hos Albrecht von Graefe, blev 1860 privatdocent i Heidelberg och 1865 professor i oftalmologi där. År 1882 utnämndes han till professor vid New York University, Medical College, men överflyttades 1888-1902 till Columbia College. 
Knapp grundlade New Yorks Ophthalmic and Aural Institute och gav goda bidrag till den fysiologiska optiken, till studiet av intraokulära svulster och till den vid skelnings- och starroperationer använda teknik. Han var även en ivrig förkämpe för mekanisk behandling av trakom. 
Tillsammans med Salomon Moos utgav Knapp från 1869 "Archiv für Augen- und Ohrenheilkunde", som 1879 uppdelades i "Archiv für Augenheilkunde" (Knapp och Schweigger) och "Zeitschrift für Ohrenheilkunde" (Knapp och Moos).